# Wale
Wale Victor Folarin (rođen kao Olubowale Victor Akintimehin; Washington, Columbia, SAD, 21. rujna 1984.), bolje poznat po svom umjetničkom imenu Wale (/ˈwɑːleɪ/ wah-lay) je američki reper i tekstopisac. Waleovi roditelji su podrijetlom iz Nigerije koji su iz Austrije došli u Sjedinjene Države. Slavu je zadobio 2006. godine svojom pjesmom "Dig Dug (Shake It)" koja je postala poznata u njegovom gradu Washingtonu. Iste godine njegov talent je otkrio producent Mark Ronson. Sljedeće godine potpisao je ugovor za njegovu diskografsku kuću Allido Records. Kad je potpisao ugovor, objavio je nekoliko miksanih albuma, te se pojavljivao u mnogim medijima kao što su MTV i ostali.
Godine 2008. Wale je potpisao ugovor za diskografsku kuću Interscope Records za 1.3 milijuna dolara. Svoj prvi studijski album Attention Deficit objavio je 2009. godine zajedno s tri singla; "Chillin", "Pretty Girls" i "World Tour". Album je zaradio pozitivne kritike. U početku 2011. godine Wale je potpisao ugovor za Rick Rossovu diskografsku kuću Maybach Music Group, gdje je zajedno s ostalim članovima objavio kompilaciju Self Made Vol. 1. Svoj drugi studijski album Ambition je objavio 1. studenog 2011. godine.

## Diskografija
Studijski albumi
- Attention Deficit (2009.)
- Ambition (2011.)

Suradnje
- Self Made Vol. 1 (2011.)

Miksani albumi
- Paint a Picture (2005.)
- Hate is the New Love (2006.)
- 100 Miles & Running (2007.)
- The Mixtape About Nothing (2008.)
- Back to the Feature (2009.)
- More About Nothing (2010.)
- The Eleven One Eleven Theory (2011.)

## Nagrade i nominacije
BET Hip Hop Awards
| Godina | Nominirano djelo | Nagrada                                    | Rezultat   |
| ------ | ---------------- | ------------------------------------------ | ---------- |
| 2010.  | Wale             | Najbolji novi izvođač (Best New Artist)    | Nominacija |
| 2011.  | "No Hands"       | Najbolja suradnja (Best Collaboration)     | Nominacija |
| 2011.  | "No Hands"       | Najbolja klupska pjesma (Best Club Banger) | Dobitnik   |

Soul Train Awards
| Godina | Nominirano djelo | Nagrada                                 | Rezultat   |
| ------ | ---------------- | --------------------------------------- | ---------- |
| 2010.  | Wale             | Najbolji novi izvođač (Best New Artist) | Nominacija |

## Vanjske poveznice
- Službena stranica
- Wale na Twitteru
- Wale na MySpaceu